# Duidania montana
Duidania montana är en måreväxtart som beskrevs av Paul Carpenter Standley. Duidania montana ingår i släktet Duidania och familjen måreväxter. Inga underarter finns listade i Catalogue of Life.